# Johan de Verwer
Johan de Verwer, ook Jan die Verwer of Ferwer (1495 – Venlo, 1577), was een Nederlandse bestuurder en burgemeester van Venlo.
De Verwer begon zijn bestuurlijke carrière als peijburgemeester (locoburgemeester voor de stedelijke financiën) in 1526, een functie die hij wederom in het jaar 1537 vervulde. In 1532 werd hij rentmeester van Venlo. In de periode 1540 tot 1577 was hij in Venlo schepen en bekleedde hij vijfmaal het ambt van burgemeester: in 1542, 1553, 1557, 1566 en 1570.
Samen met zijn vrouw Anna Ingenhuys stichtte hij op 28 maart 1577 een rooms-katholiek weeshuis, waarbij het echtpaar het hof Swenhof te Lobberich schonken als bron van (pacht)inkomsten. Uit de nalatenschap van Anna Ingenhuys uit 1588 is de bouw gefinancierd van een eigen pand aan de Grote Kerkstraat midden in de stad. Dit pand, dat bekendstaat als het Ald Weishoès, bestaat nog steeds en behoort nu tot de oudste gebouwen van Venlo.
In Venlo is de Jan de Verwerstraat naar hem vernoemd.